# Devasahayam Pillai

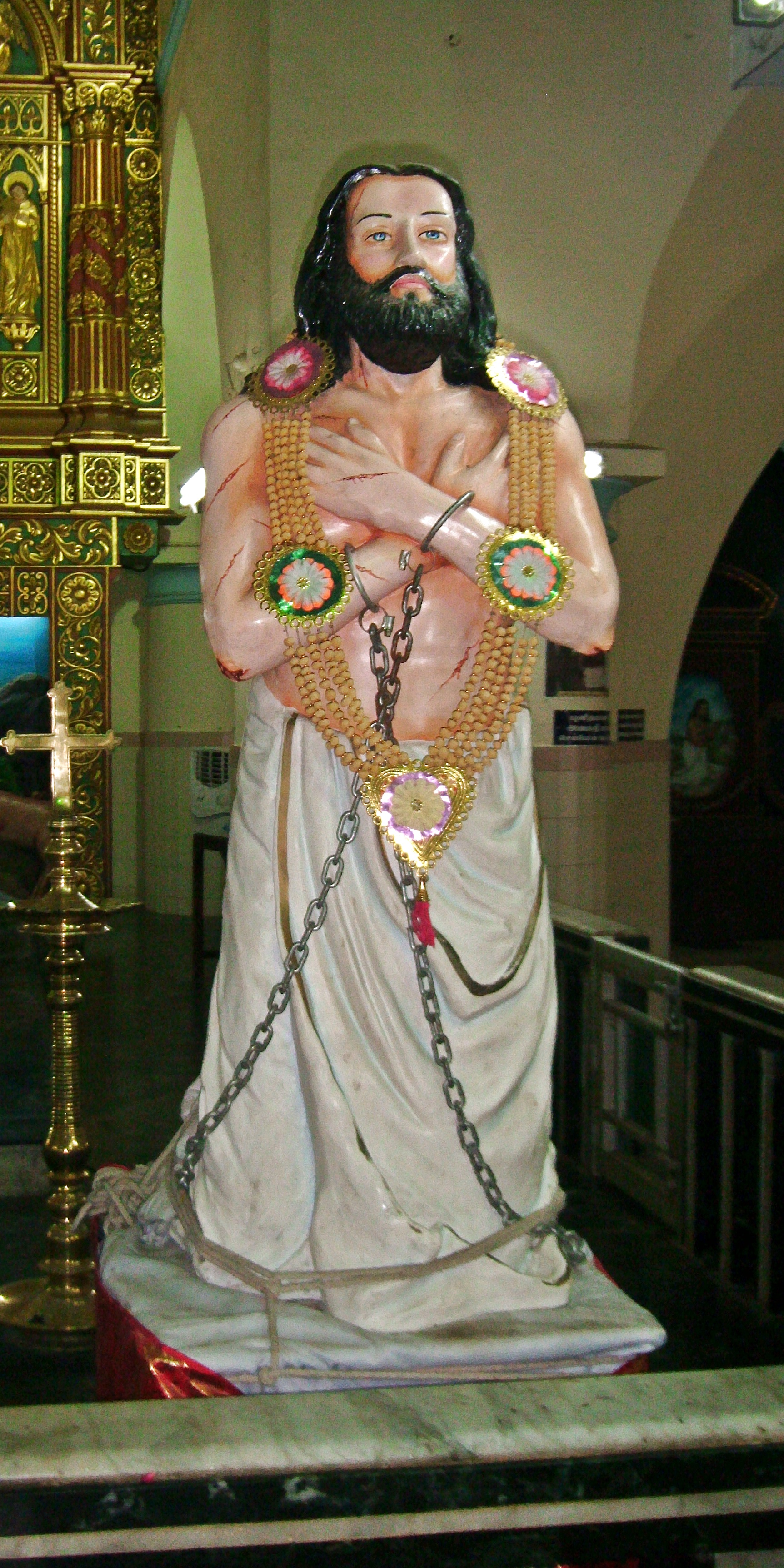
Statue des Heiligen, St. Francis-Xavier Cathedral, Kottar, Nagercoil

Devasahayam Pillai (Malayalam ദേവസഹായം പിള്ള, Tamil தேவசகாயம் பிள்ளை, Geburtsname Neelakandan Pillai, നീലകണ്ഠപിള്ള; * 23. April 1712 in Nattalam, Königreich Travancore; † 14. Januar 1752 bei Aralvaimozhi, Tamil Nadu, Indien) war ein hochrangiger Hindu und Hofbeamter des Raja von Travancore. Er konvertierte 1745 zum Katholizismus, wurde deshalb verfolgt und hingerichtet; in Kerala und Tamil Nadu wird er traditionell als regionaler Heiliger verehrt, am 2. Dezember 2012 wurde er von Papst Benedikt XVI. seliggesprochen und am 15. Mai 2022 von Papst Franziskus heiliggesprochen.

## Herkunft und Jugend
Pillai gehörte zur hinduistischen Adelskaste der Nayar und wurde nach deren Gebräuchen vom Bruder seiner Mutter als gläubiger Hindu und Krieger erzogen. Er diente seinem König Marthanda Varma als Hofbeamter in dessen Palast zu Padmanabhapuram und war sehr angesehen.

## Konvertit
Am Hof schloss er Freundschaft mit Eustachius de Lannoy, einem Flamen, der als Offizier der Niederländischen Ostindien-Kompanie 1741 in Gefangenschaft geriet und langjähriger Armeechef des Königreiches Travancore wurde. Dieser war mit einer Inderin verheiratet und besaß eine eigene Kapelle im Udayagiri Fort, nahe dem Königspalast; der Maharaja hatte ihm für sich und seine Familie die freie Ausübung des katholischen Glaubens gewährt.

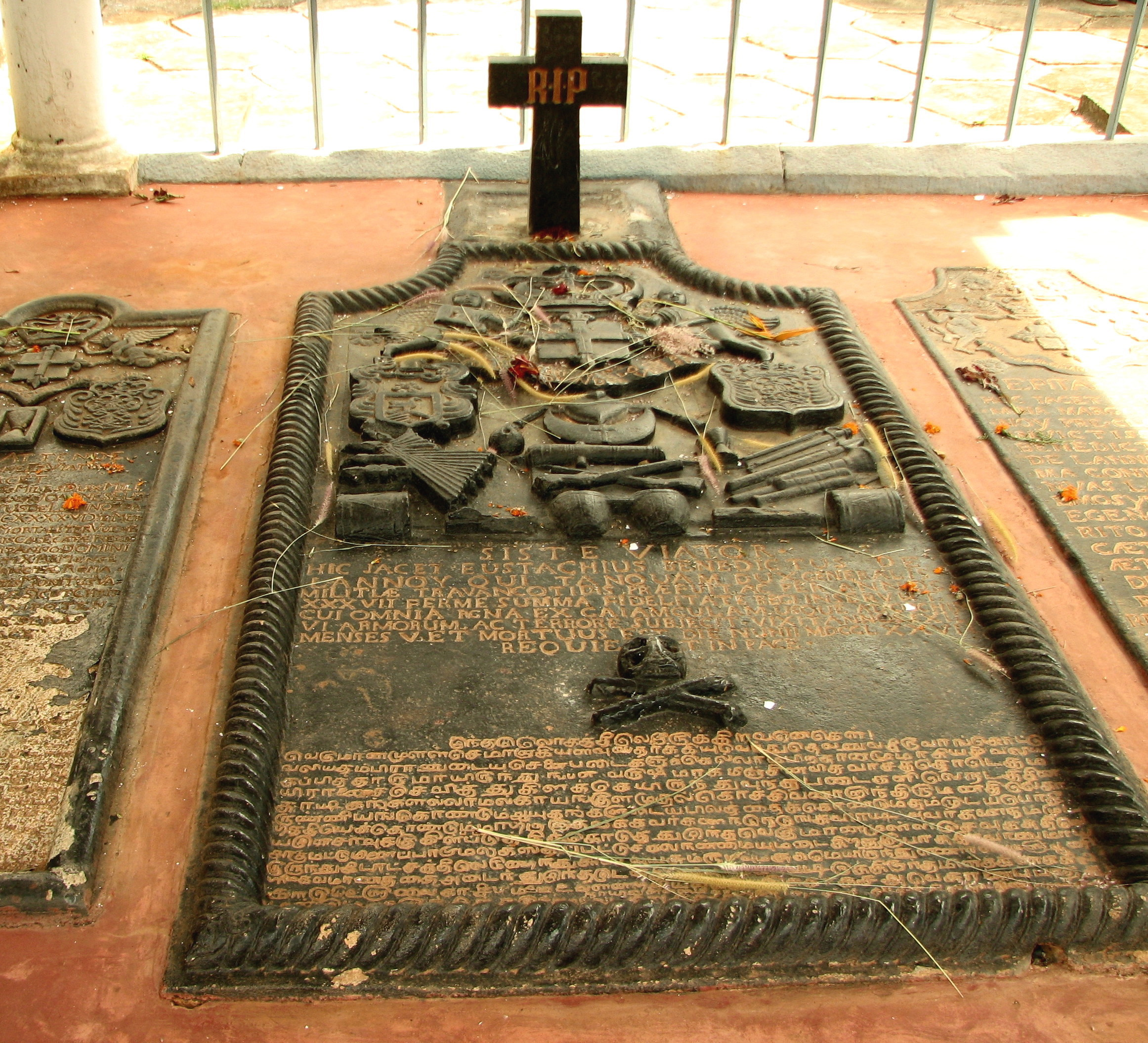
Grab von General de Lannoy in Padmanabhapuram, Udayagiri Fort, St. Michaels Kapelle

 Pillai zeigte sich beeindruckt von dessen Persönlichkeit und seinem tiefen Glauben, weshalb er ebenfalls Christ werden wollte. Die indischen Katholiken aus dem Umfeld de Lannoys gehörten vor ihrem Glaubenswechsel kastenmäßig zu den untersten indischen Bevölkerungsgruppen, mit denen hochrangige Hindus nicht verkehren durften. Auch die Konversion solcher Menschen wurde von der Regierung geduldet, nicht jedoch die von höherrangigen Hindus, der staatstragenden Schicht. Da Eustachius de Lannoy um die Gefährlichkeit des Glaubenswechsels für einen Hinduadeligen und königlichen Bedienten wusste, sandte er ihn zum Unterricht und zur Taufe nach Vadakkankulam außerhalb des Staates Travancore, in ein von Muslimen regiertes Territorium. Er versah ihn mit seinem persönlichen Empfehlungsschreiben an den dortigen Priester Pater J.B. Buttari S.J., der ebenfalls schwere Komplikationen befürchtete und ihn erst nach längerem Zögern am 14. Mai 1745 taufte. Bei der Taufe erhielt er den Vornamen Devasahayam (Gott hilft), unter dem er bekannt wurde.
In Vadakkankulam herrscht bis heute eine große Verehrung für den Glaubenszeugen und man bewahrt bei der Taufkirche Teile seiner Kleider sowie seinen Turban auf, den er am königlichen Hof trug. Dort in Vadakkankulam soll er später auch seine Frau christlich geheiratet haben, und diese sei nach seinem Tod bei der Kirche begraben worden.

## Bekenner und Märtyrer
Nach dem Glaubenswechsel kehrte er in die Heimat zurück und arbeitete als Christ weitere vier Jahre am Hof des Königs. Seine Frau konvertierte ebenfalls und nahm den Namen Gnanapu (Theresa) an. Es scheint, als sei Devasahayam Pillai der Organisator der örtlichen Christengemeinde geworden. In den Seligsprechungsakten wird überliefert, dass ein travancorischer Minister die dortigen Christen vertreiben wollte und Pillai ihm freimütig antwortete: „Wenn Sie die Christen verfolgen wollen, dann fangen Sie mit mir an, denn ich bin ihr Anführer.“ Dieses öffentliche Bekenntnis führte am 23. Februar 1749 zur Inhaftierung des Katholiken, der bald ein Todesurteil folgte, da er seinem neuen Glauben nicht abschwor. Man wollte den königlichen Höfling, der Christ geworden war, deshalb der Hindubevölkerung zum Spott vorführen, band ihn nur mit einem Lendentuch bekleidet, gefesselt und verkehrt herum sitzend auf einen Wasserbüffel und schmückte ihn mit den weiße Milch absondernden Blumen des Madar-Strauches (Calotropis gigantea). In diesem Aufzug trieb man ihn durch die umliegenden Ortschaften des Königreiches, deren Namen noch genau überliefert sind. In der örtlichen Hindutradition war eine solche Büffelprozession eine der erniedrigendsten Behandlungen überhaupt. Die Akten bezeugen, dass Devasahayam Pillai trotz seiner öffentlichen Verspottung völlig gelassen geblieben sei und sogar Passanten grüßte, welche er kannte. Er habe zudem permanent gebetet.
Der Gefangene kam nach Puliurkurichy und wurde dort von Christen und anderen Leuten scharenweise aufgesucht. Die Spottprozession hatte ihn erst richtig bekannt gemacht. Der Tradition gemäß habe er in Puliurkurichy durch Schlagen an einen Felsen auch eine Quelle entspringen lassen, die dort noch heute als Pilgerstätte existiert. Deshalb brachte man ihn ins entferntere Peruvilai, wo man ihn sieben Monate unter freiem Himmel, an einen Baum gebunden, kampieren ließ. Auch hier zog er zahlreiche Verehrer an, und man verlegte ihn deshalb erneut, nun in den äußersten Südosten des Landes, nach Aralvaimozhi, einem berüchtigten Verbannungsort von Strafgefangenen, an der Staatsgrenze zwischen Travancore und dem Fürstentum Madurai. Selbst hier zog Devasahayam Pillai als Bekenner mehr und mehr Gläubige an. Er führte ein Leben des Gebetes und der Buße. Zudem las er religiöse Schriften, besonders aus dem Leben der Heiligen, die er auch laut vortrug und erklärte, wenn Gläubige erschienen waren. Er fastete jeden Freitag wegen des Kreuzestodes Jesu und jeden Samstag aus Verehrung der Gottesmutter Maria. Ein Priester, der ihm die Kommunion brachte, war erstaunt über sein inneres Glück und seine Festigkeit, trotz der langen Haft und des bevorstehenden Todes.
Am 14. Januar 1752, kurz vor Mitternacht, schleppte man Pillai in den Wald, auf einen Hügel, der Kattadimalai genannt wird. Er erbat sich vor dem Tod die Gunst, beten zu dürfen, was man ihm gewährte. Nach der Überlieferung habe er sich auf die Knie begeben und sich mit den Ellbogen abgestützt, wovon sich Eindrücke im Steinboden gebildet hätten, die noch heute gezeigt werden. Gegen Mitternacht erschossen ihn dort die Soldaten mit mehreren Musketenschüssen.

## Posthume Verehrung

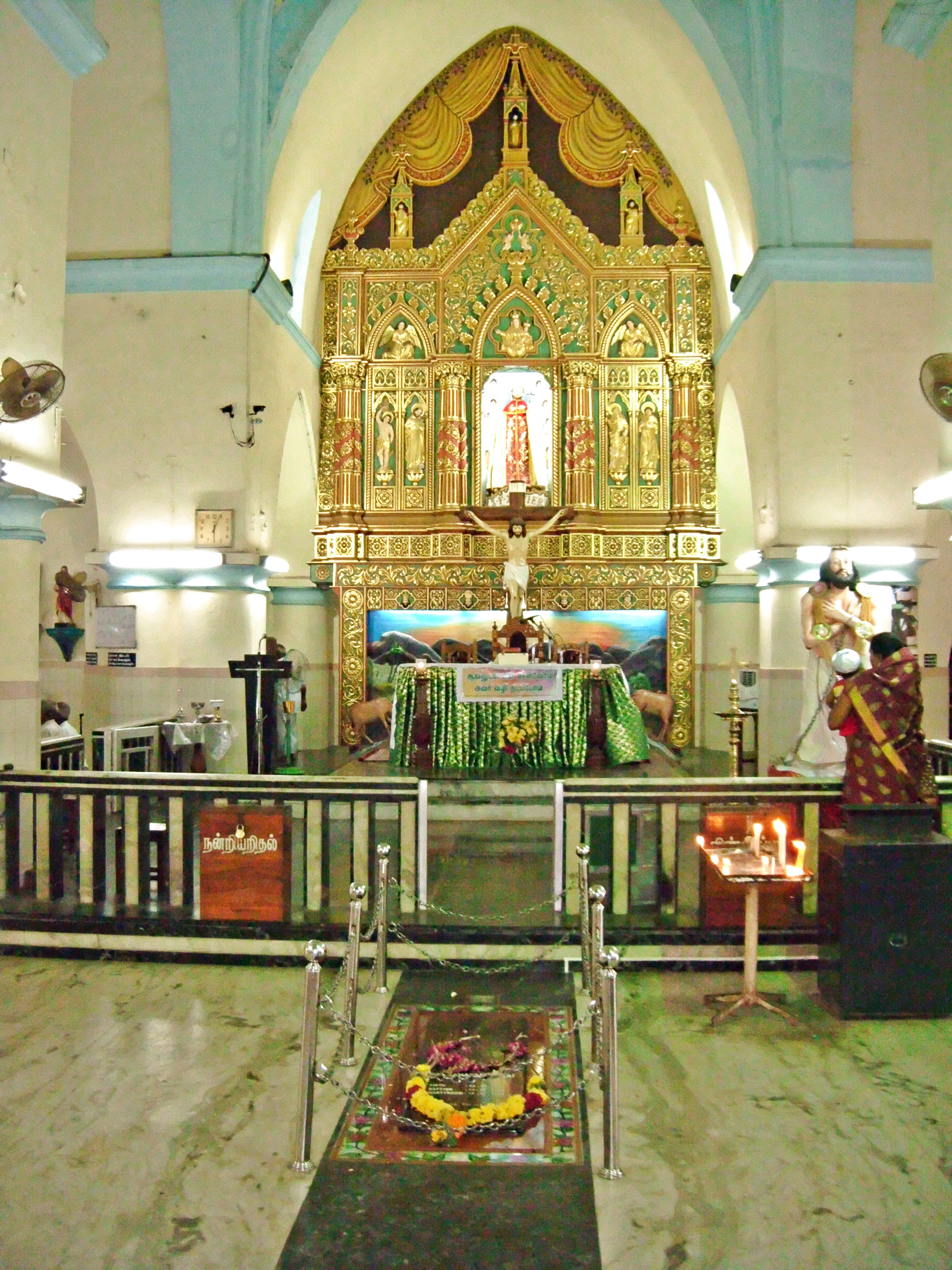
Grab des Heiligen vor dem Hochaltar der Kathedrale von Nagercoil

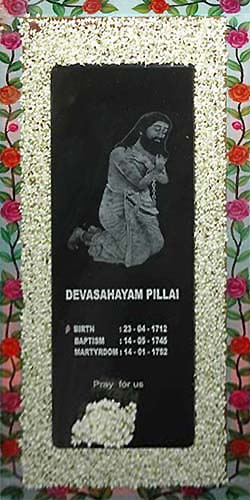
Nahaufnahme des Grabes

Seine Leiche warf man in eine Schlucht, wo sie später, von den Tieren angefressen und zerrissen, aufgefunden wurde. Die Überreste setzte man in der Franz-Xaver Kirche von Kottar (jetzt Nagercoil) vor dem Hochaltar bei, was für einen Laien völlig ungewöhnlich war und bereits auf seine kontemporäre Verehrung als Märtyrer schließen lässt.
Der zuständige Bischof von Cochin, Clemens Joseph Colaco Leitao gehörte selbst zu den Verehrern Devasahayam Pillais. Anlässlich seines Märtyrertodes erließ er einen Hirtenbrief an seine Diözesanen und ordnete den Gesang eines feierlichen Te Deum für einen bestimmten Tag an. Leitao verfasste außerdem über den Fall einen genauen Bericht, datiert vom 15. November 1756 und sandte ihn nach Rom, an Papst Benedikt XIV. Dieser Bericht hat sich im Original erhalten und bildet die Hauptquelle zur nunmehrigen Seligsprechung des Inders.
Der spätere syrisch-katholische Erzbischof von Cranganore, Joseph Kariathil (1742–1786) und sein Begleiter bzw. Amtsnachfolger Thomman Paremakkal († 1799) übergaben 1779 bei ihrem Aufenthalt in Rom an den Kardinalpräfekten der Kongregation für die Heiligsprechungen eine Petition bezüglich der Kanonisierung von Devasahayam Pillai, worauf jedoch damals keine konkreten Schritte erfolgten.
Ladislaus Zaleski, Apostolischer Delegat von Ostindien, bereiste um 1890 die Gegend, stellte intensiv Nachforschungen über den Märtyrer an und beschrieb ihn 1913 in seinem Buch The Martyrs of India.
Gordon Thomson Mackenzie, Protestant und britischer Resident im Königreich Travancore, erwähnte das Martyrium Pillais 1901 in seinem Werk Christianity in Travancore.
Am 16. April 1913 ließ Alois Benziger, der inzwischen für Kottar zuständige Bischof von Quilon, das dortige Grab vor dem Hochaltar der Franz-Xaver Kirche öffnen. Es fand sich eine Kiste mit vier großen Knochen, drei Einzelfragmenten des Schädels und ungefähr 30 kleineren Knochenteilen, sowie zwei antiken Schlüsseln und zwei Silbertäfelchen, deren Inschrift aber unleserlich war.
1930 wurde der südliche Teil des Bistums Quilon zur eigenständigen Diözese Kottar formiert. Die alte Franz-Xaver-Kirche mit dem Grab von Devasahayam Pillai avancierte zur neuen Kathedrale des Bistums.
1984 bildete sich ein offizielles Komitee, um die Seligsprechung des indischen Konvertiten zu betreiben. Es sammelte Aktenmaterial und entdeckte u. a. den schon genannten Bericht von Bischof Clemens Joseph Colaco Leitao aus dem Jahre 1756. Er wurde zum Hauptdokument des Prozesses. Diesen eröffnete man 1993 auf Diözesanebene, schloss ihn positiv ab und leitete den Fall 2008 zur endgültigen Entscheidung nach Rom weiter. Die Seligsprechung fand am 2. Dezember 2012 in der indischen Stadt Nagercoil (früher Kottar) statt.
Festtag ist der 14. Januar, der Tag des Martyriums.
Der 1976 in Attoor, Kanyakumari District, Tamil Nadu, als Hindu geborene T. Krishnan wurde nach eigenen Angaben am 24. April 1990 auf dem Berg Kattadimalai (Hinrichtungsstätte) innerhalb von Sekunden von einer schweren Form der Kinderlähmung geheilt, nachdem ihm der Selige erschienen war. Er konvertierte deshalb mit seiner gesamten Familie zum katholischen Glauben, nahm den Namen Devasahayam als Taufnamen an und verfasste 2012 zum Dank ein Buch über Devasahayam Pillai, in dem er auch seine eigene Heilung beschreibt. (T. Maria Devasahayam: Lover of Christ, Devasahayam Pillai, Anal-Publications, Paloor, Karingal 629151, Tamil Nadu, 2012)
Papst Franziskus gab am 3. Mai 2021 im öffentlichen Konsistorium die bevorstehende Heiligsprechung bekannt. Wegen der COVID-19-Pandemie wurde diese auf den 15. Mai 2022 verschoben.

## Galerie

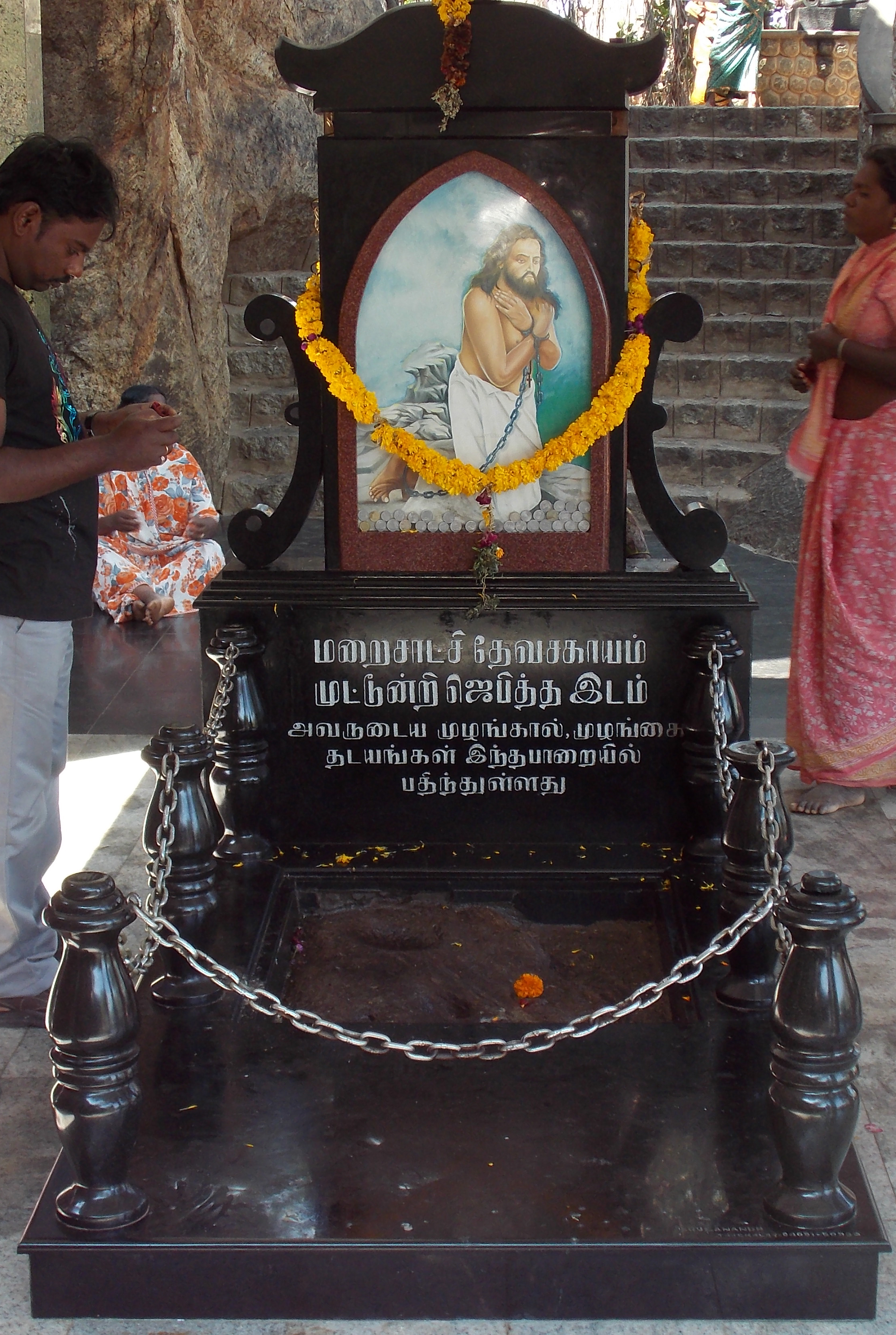
Die angeblichen Knie- bzw. Ellbogenabdrücke an der Hinrichtungsstätte
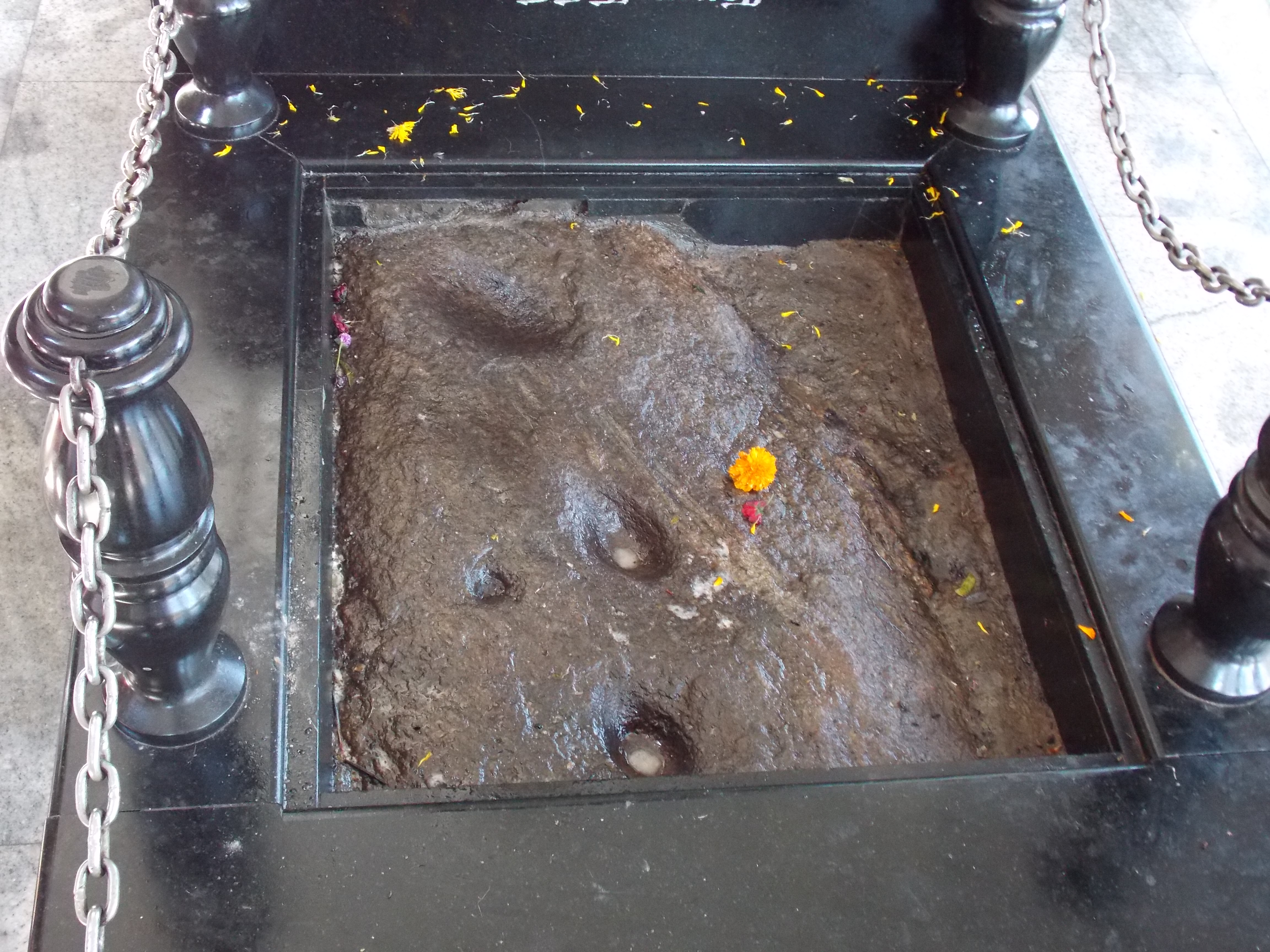
Nahaufnahme der Abdrücke
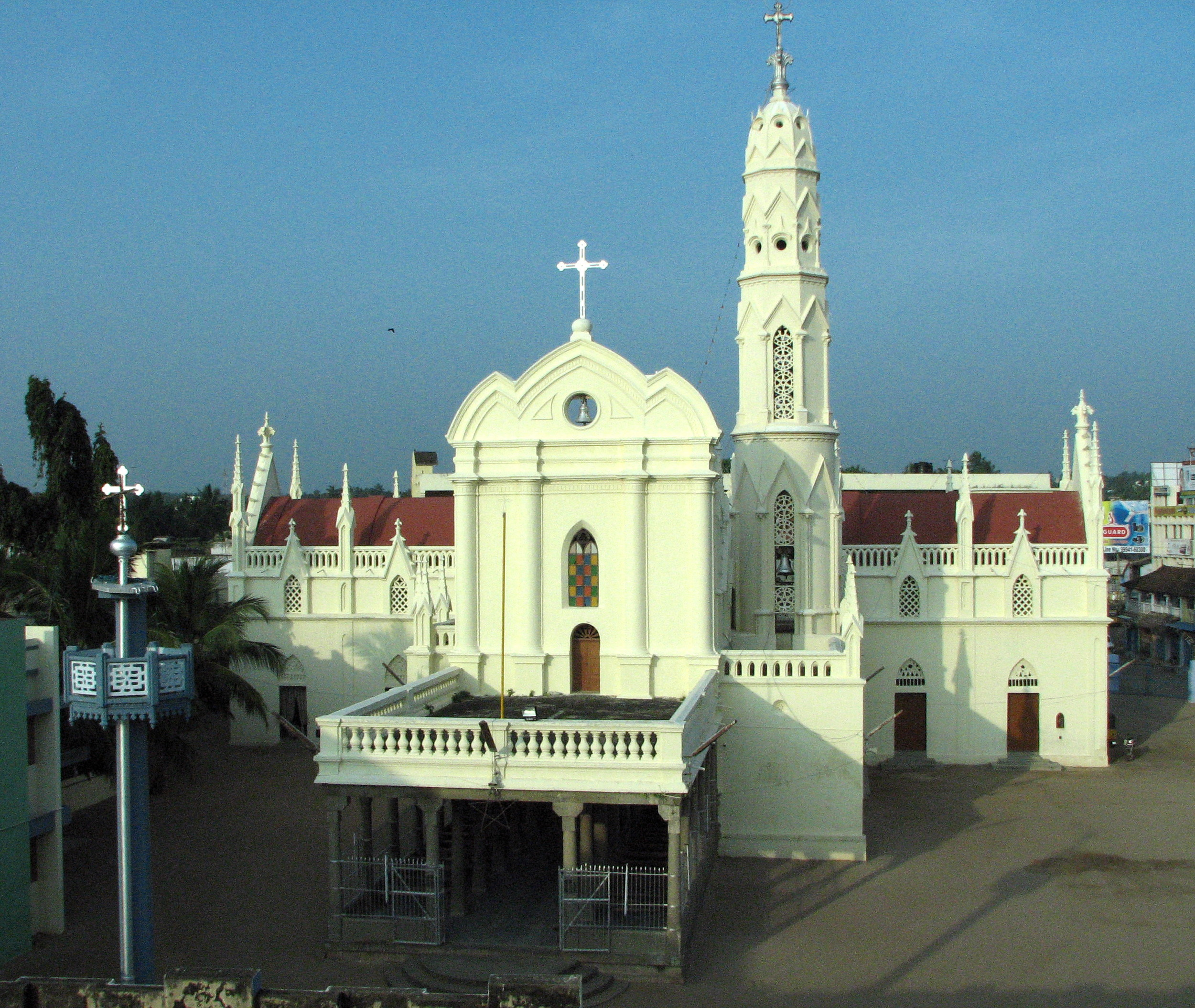
Grabeskirche, St.-Francis-Xavier-Kathedrale, Kottar, Nagercoil
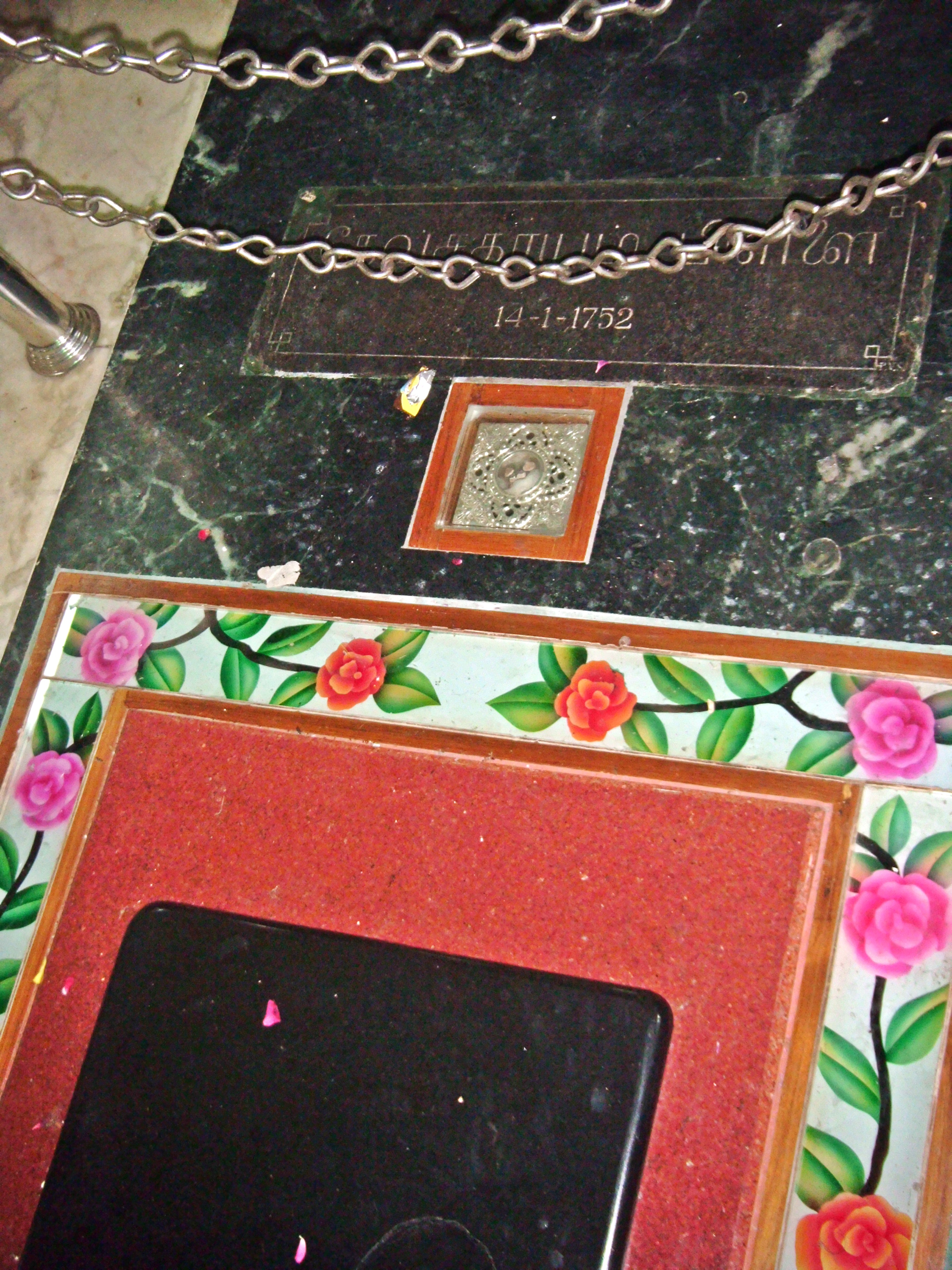
Oben die alte Grabplatte, unten das neue Grab; dazwischen eingelassene Reliquien
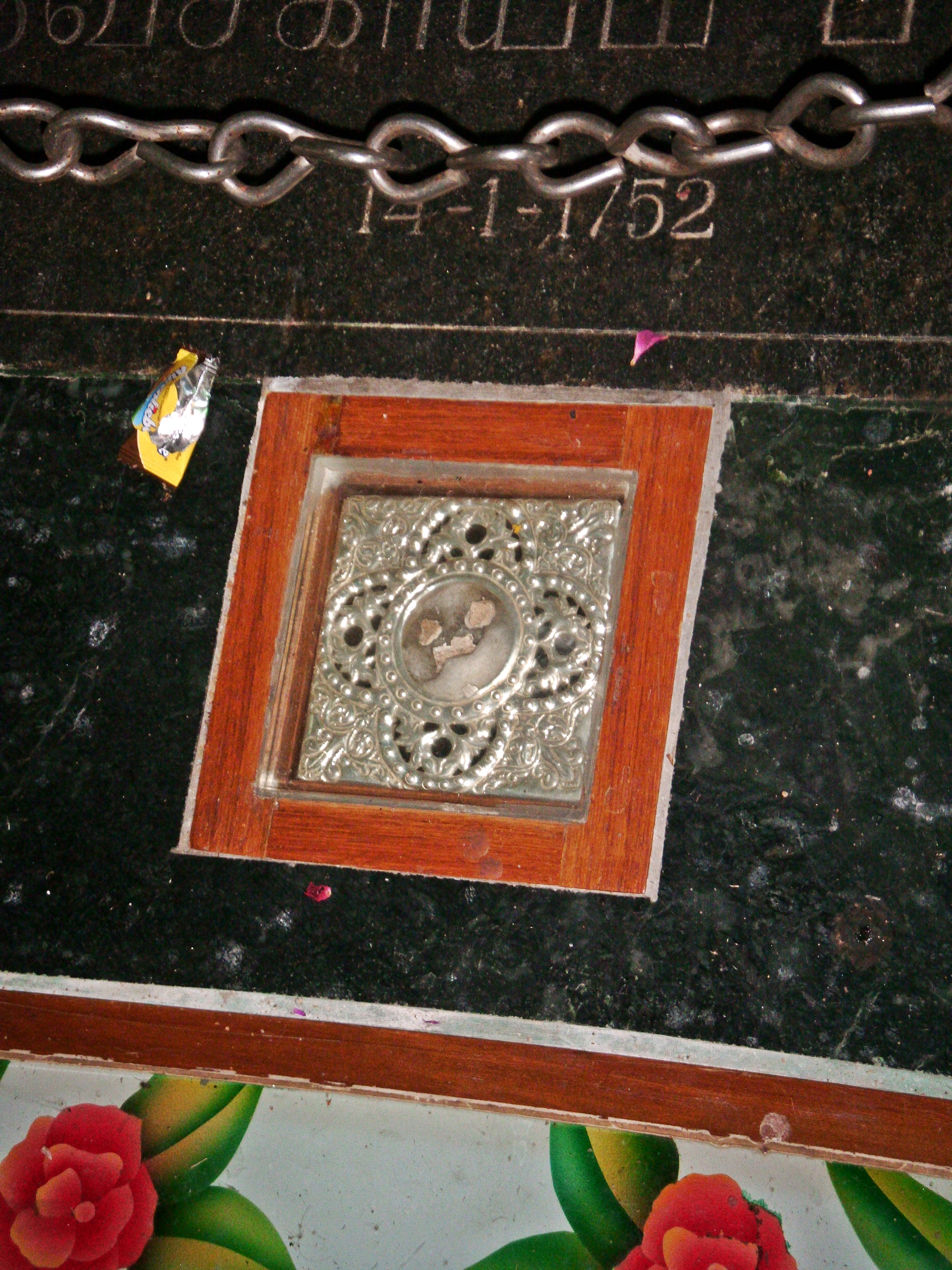
Am Grab zur Verehrung eingelassene Reliquien des Heiligen